# Symplicjusz (papież)
Symplicjusz (łac. Simplicius; ur. w Tivoli, zm. 10 marca 483 w Rzymie) – święty Kościoła katolickiego, 47. papież w okresie od 3 marca 468 roku do 10 marca 483.

## Życiorys
Urodził się w Tivoli koło Rzymu w Italii, jako syn obywatela Kastinusa. Większość danych o nim pochodzi z Liber Pontificalis.
Symplicjusz bronił postanowień soboru chalcedońskiego przeciwko monofizytyzmowi, starał się pomóc mieszkańcom Italii podczas najazdów barbarzyńców, był świadkiem rezygnacji z tronu przez Romulusa Augustulusa (ostatniego zachodniego cesarza rzymskiego) i przyjęcia tytułu króla Italii przez Odoakra w 476. Utrzymywał kontakty z cesarstwem wschodnim, jednak naprawdę wolał utrzymanie władzy w Rzymie. Mianował pierwszy wikariat papieski w Hiszpanii, w Sewilli. Symplicjusz był budowniczym kościoła San Andrea in Catabarbara i San Stefano in Rotondo na Monte Caelio. Za jego pontyfikatu wprowadzono henotikon.
Był organizatorem służby kapłanów dla udzielania sakramentów chrztu i pokuty.
Wspomnienie liturgiczne świętego papieża obchodzone jest za Martyrologium Rzymskim 10 marca.